# Direitos da mulher na Arábia Saudita
Os direitos da mulher na Arábia Saudita são muito limitados quando comparados aos demais países do Oriente Médio. Segundo relatório de 2016 do Fórum Econômico Mundial, a Arábia Saudita é um dos países com a maior desigualdade entre gêneros do mundo, ocupando a 141a posição entre os 144 países pesquisados. Apesar disso, em Abril de 2017, a Arábia Saudita foi eleita para a Comissão dos Direitos das Mulheres na ONU. Todas as mulheres, independente da idade e do estado civil, precisam ter um guardião civil. Além disso, até Junho de 2018 a Arábia Saudita era o único país do mundo onde as mulheres eram proibidas de dirigir.
Algumas mudanças recentes incluem a permissão da participação feminina na Assembleia Consultativa e nas eleições municipais de 2015, anunciadas em 2011 pelo então monarca Abdullah da Arábia Saudita. Apesar da segregação, mais mulheres  (51%) se formam em universidades do que homens,  embora constituam,  segundo dados oficiais de 2012, apenas 13% da força de trabalho. Cerca de 91% das mulheres são alfabetizadas, um avanço nos últimos quarenta anos, embora o número ainda seja inferior ao da alfabetização masculina. A média de idade das sauditas ao se casarem é de 25 anos,  [ligação inativa][ligação inativa] não existindo idade mínima legal para o casamento; os números de casamentos infantis são impossíveis de quantificar.
Boa parte das sauditas não apoia o movimento feminista ou a concessão de direitos para as mulheres, com base na crença de que a Arábia Saudita é o mais próximo de "uma nação islâmica pura e ideal" e de que o feminismo é uma ameaça importada do Ocidente. Entre os fatores que explicam a falta de direitos das mulheres no país estão os decretos do governo, uma monarquia absolutista, as interpretações Hanbali e Wahhabi do sunismo predominantes na sociedade e os costumes tradicionais da península árabe.

## Histórico
Os papeis de género na sociedade saudita são definidos pela charia (código penal islâmico) que, por sua vez, é baseada no Corão e nos hadiths (os ensinamentos de Maomé). Na cultura saudita, a charia é interpretada de maneira estrita seguindo a tradição Salafi ou Wahhabi. O código penal não é escrito, o que dá aos juízes poder discricionário significativo que eles costumam exercer em favor das tradições tribais. As variações na interpretação da lei islâmica têm gerado controvérsia. Por exemplo,  o Sheikh Ahmad Qassim Al-Ghamdi, chefe da polícia religiosa da região de Meca, disse que proibir o ikhtilat (mistura de gêneros) não é proibida pela charia. Enquanto isso, o Sheikh Abdul Rahman al-Barrak, outro clérigo proeminente, lançou uma fatwa dizendo que os proponentes do ikhtilat deveriam ser mortos.
Segundo a Enciclopédia de Direitos Humanos, dois conceitos chave que impedem o progresso dos direitos das mulheres na Arábia Saudita são:
- A segregação do sexos, justificada sob a noção legal de daral-fasaad (blindagem contra a corrupção) presente na charia;
- A suposta falta de capacidade das mulheres (adam al-kifaa'ah), que serve de base para a necessidade de um guardião masculino (mahram), cuja permissão deve ser garantida para que as mulheres façam viagens, procedimentos médicos, abram empresas, etc.[17]

Um dito popular na Arábia Saudita diz, em relação aos direitos das mulheres, que "é culpa da cultura e não da religião". Segundo a Biblioteca do Congresso, os costumes da península árabe também influenciam a forma como as mulheres são vistas na sociedade saudita. A península é a casa ancestral de diversas tribos nômades e patriarcais, na qual a segregação sexual e o namus (a defesa da honra) são valores centrais.
Muitos sauditas argumentam que a tradição – e não o Islã – representa o maior impedimento aos direitos das mulheres. Segundo uma jornalista, que pediu para não ser identificada, "se o Corão não trata do assunto, então o clero irá errar para o lado da cautela e torná-lo haraam (proibido). O banimento das carteiras de motorista para mulheres é o melhor exemplo disso". Para Sabria Jawhar, outra jornalista, "se todas as mulheres tivessem os direitos que o Corão nos garante, e eles não fossem suplantados pelos costumes tribais, então a questão da falta de direitos das mulheres sauditas seria reduzida".
Asmaa Al-Muhhamad, editora do canal de televisão Al Arabiya, aponta para o fato de que as mulheres de outras nações muçulmanas, incluindo na região do Golfo Pérsico, têm muito mais poder político do que as sauditas. O relatório de desigualdade de gêneros de 2013 (Global Gender Gap Report) colocou diversas nações muçulmanas, como Quirguistão, Gâmbia e Indonésia em posições bem superiores à Arábia Saudita. No entanto, o país subiu quatro posições desde o último relatório devido ao aumento da presença feminina no parlamento (de 0% para 20%), após a introdução de uma nova cota para mulheres no poder legislativo, e teve o maior aumento de nota desde 2006 entre todos os países do Oriente Médio.
Os sauditas geralmente invocam a vida de Maomé para provar que há mulheres poderosas no Islã. Sua primeira esposa, Cadija, era uma empresária influente que o empregou e depois o pediu em casamento, no período pré-islâmico. Outra esposa dele, Aixa, comandou um exército na Batalha de Baçorá e é a fonte de vários hadiths. Maomé proibiu o infanticídio feminino e teria estabelecido os primeiros direitos para as mulheres na cultura árabe. Ele teria dito aos homens muçulmanos: "Vocês têm direitos sobre suas mulheres e suas mulheres têm direitos sobre vocês".
O cumprimento da lei varia por região. Jidá é relativamente liberal, enquanto Riade e a região de Négede, origem da Casa de Saud, possuem tradições mais estritas. A aplicação do estrito código moral do reino, incluindo o uso do hijabe e a separação dos sexos, é conduzida pela Comissão para a Promoção da Virtude e Prevenção do Vício ( Mutaween) – conhecida como "polícia religiosa" no Ocidente. Esta possui poderes de polícia, podendo prender sauditas ou estrangeiros que moram no reino que forem apanhados cometendo atos considerados imorais. Ativa em todo o reino, atua com especial rigor em Riade, Buraydah e Tabuu. Em 11 de Março de 2002, jornais sauditas noticiaram que a polícia religiosa tinha impedido a fuga de estudantes de uma escola em chamas em Meca, porque as meninas não estavam usando o vestuário islâmico - hijab e abayas. 15 meninas morreram no incêndio e mais de 50 outras ficaram feridas. 
A falta de exposição à luz solar é um dos fatores da deficiência  em vitamina D, comum  entre as mulheres árabes (mais de 70 por cento)
Alguns eventos no final dos anos 1970, como a Revolução Iraniana, o assassínio da princesa Misha'al bint Fahd al Saud por  alegado  adultério e a tomada da Grande Mesquita por extremistas que acusavam o governo de ocidentalizar o país, levaram a monarquia a implementar uma aplicação mais rígida da xaria. Mulheres sauditas que eram adultas antes de 1979 se lembram de dirigir, se encontrar com homens em suas casas (com a porta aberta) e andar em público sem a abaya (manta que cobre o corpo) ou o niqab (véu). Por outro lado, os ataques de 11 de setembro de 2001, perpetrados em sua maioria por cidadãos sauditas, são vistos como precipitador de mudanças para longe do fundamentalismo estrito.
O governo do Rei Abdullah é considerado reformista. Ele abriu a primeira universidade mista do país, nomeou a primeira secretária de governo do sexo feminino e aprovou leis contra a violência doméstica. Os críticos do regime dizem que as reformas são lentas e mais simbólicas do que substanciais. Ativistas como Wajeha Al-Huwaider comparam a condição das mulheres sauditas com a escravidão.

## Mobilidade

### Direito de dirigir
As mulheres não podiam dirigir na Arábia Saudita, que até 2017 era o único país do mundo com esse tipo de restrição. O país não proibia por escrito as mulheres de dirigir, mas a lei saudita exige que os cidadãos usem uma licença emitida localmente no país. Essas licenças não eram emitidas para as mulheres, tornando assim efetivamente ilegal que as mulheres pudessem dirigir. Além disso, a maioria dos estudiosos e autoridades religiosas sauditas declararam que as mulheres dirigindo é algo proibido (haraam).
Em 26 de setembro de 2017, o Rei Salman decretou que as mulheres teriam permissão para obter licenças de motorista em seu Reino, efetivamente concedendo o direito de dirigir. A decisão de Salman foi apoiada por uma maioria do Conselho de Eruditos Religiosos Seniores. As ordens de Salman deram aos departamentos responsáveis 30 dias para preparar relatórios para a implementação da medida, com o objetivo de remover a proibição das licenças de motorista de mulheres completamente até Junho de 2018. Em 24 de Junho de 2018, as mulheres sauditas puderam legalmente conduzir pela primeira vez. Nas semanas anteriores ao fim da proibição tinham sido presas 17 mulheres activistas, o que segundo Bethan McKernan serve como aviso de que a mudança deve vir do topo.

## Episódios conhecidos
Em 10 de abril de 2017, a saudita Dina Ali Lasloom de 24 anos de idade,  viajava  do Kuwait para a Austrália com a intenção de pedir asilo político, mas foi detida em trânsito no aeroporto de Manila, nas Filipinas. Ela queria escapar de um casamento forçado.No dia seguinte, um agente de segurança do aeroporto viu três homens árabes, com a ajuda de dois familiares, raptarem Dina. Colocaram fita adesiva em suas mãos, pés e boca, e levaram-na à força numa cadeira de rodas para um voo da Saudia Airlines para Riyadh no dia 11 de Abril. Outros passageiros ouviram-na gritar por ajuda no avião.
Alguns manifestantes estavam esperando por Dina no aeroporto de Riyadh. Dina no entanto, não foi vista a sair do avião com os outros passageiros. Uma mulher saudita, Alaa Anazi, foi presa no aeroporto. O paradeiro actual de Dina é desconhecido.
Nesse mesmo mês, a Arábia Saudita foi eleita para a Comissão dos Direitos das Mulheres da ONU. A ONG UN Watch denunciou a escolha do “regime mais misógino do mundo” para o organismo das Nações Unidas que tem por objetivo declarado promover a igualdade de género e os direitos das mulheres.

## Opinião pública
Segundo a revista The Economist, uma pesquisa de opinião pública conduzida pelo governo saudita descobriu que 80% das mulheres sauditas não acham que as mulheres devam dirigir ou trabalhar com homens. No entanto, esses dados foram questionados pelos resultados de uma pesquisa conduzida pelo instituto Gallup em 2007, que indicou que 66% das mulheres sauditas e 55% dos homens sauditas concordam que as mulheres deveriam dirigir. Ainda segundo a mesma pesquisa, 82% das mulheres e 75% dos homens concordam que as mulheres deveriam poder trabalhar fora de casa em qualquer profissão para a qual se qualificaram.
Uma pesquisa feita pelo ex-palestrante Ahmed Abdel-Raheem em 2013 com alunas mulheres da Faculdade Al-Lith para Mulheres na Universidade de Um al-Qura University em Meca, descobriu que 79% delas não apoiavam o fim da restrição à condução de carros por mulheres. Outra pesquisa feita por estudantes sauditas concluiu que 86% das mulheres não querem o fim da restrição. Segundo outra pesquisa conduzida por Abdel-Raheem com 8.402 mulheres sauditas, 90% delas apoiam o sistema de guardiania masculina. Uma pesquisa do instituto Gallup feita em 2006 em oito países muçulmanos concluiu que apenas na Arábia Saudita a maioria das mulheres não concordam com a participação feminina na política.
As mulheres sauditas que apoiam os papéis tradicionais de gênero (muitas das quais bem educadas, incluindo cientistas premiadas, escritoras e professoras universitárias) insistem que enfraquecer as restrições à direção e ao trabalho femininos é parte de uma campanha ocidental para enfraquecer o islã e que a Arábia Saudita precisa de seus valores conservadores porque é o centro da fé muçulmana. Algumas defensoras de reformas pró-mulheres rejeitam as críticas estrangeiras às limitações sauditas por "falhar em entender a singularidade da sociedade saudita". A jornalista Maha Akeel, crítica contumaz das restrições do governo saudita às mulheres, diz que os críticos ocidentais não entendem o país. "Não queremos diretos das mulheres segundo os valores ou estilos de vida do Ocidente, queremos segundo o que diz o islã". Segundo o ex-editor da Arab News, John R. Bradley, a pressão do Ocidente por mais direitos às mulheres é contraprodutiva, em especial a pressão vinda dos Estados Unidos, dado "o intenso sentimento antiamericano na Arábia Saudita após o 11 de setembro".